# Sultanat Siak Sri Inderapura
Das Sultanat Siak Sri Inderapura war ein islamisches malaiisches Königreich, das im heutigen Regierungsbezirk Siak, Provinz Riau auf Sumatra, Indonesien gegründet wurde. Dieses Sultanat wurde 1723 von Raja Kecil aus Pagaruyung in Buantan gegründet, er führte den Titel Sultan Abdul Jalil. Zuvor war er in den Kampf um den Thron von Johor verwickelt.
Das Sultanat Siak entwickelte sich zu einer mächtigen Seemacht und wurde inmitten des europäischen Imperialismus zu einer wichtigen Kraft an der Ostküste Sumatras und der malaiischen Halbinsel. Sein Einfluss reichte bis zum Sultanat Sambas in West-Kalimantan; es kontrollierte die Schifffahrtswege zwischen Sumatra und Kalimantan. Zentral für das Sultanat war die Kontrolle der Handelsrouten in der Straße von Malakka.
Ab 1840 geriet das Sultanat mehr und mehr unter niederländischen Einfluss.
Nach der Proklamation der indonesischen Unabhängigkeit 1949 erklärte der letzte Sultan von Siak, Sultan Syarif Kasim II, den Beitritt seines Königreiches zur Republik Indonesien.

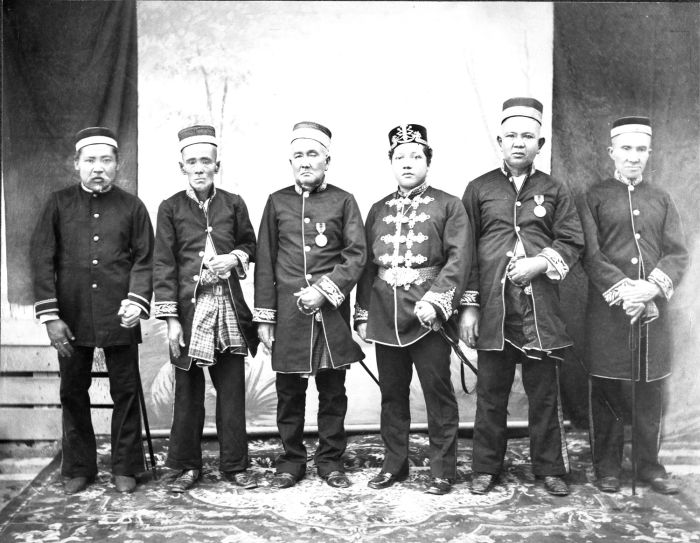
Sultan von Siak und sein Ministerrat und Kadi Siak im Jahr 1888

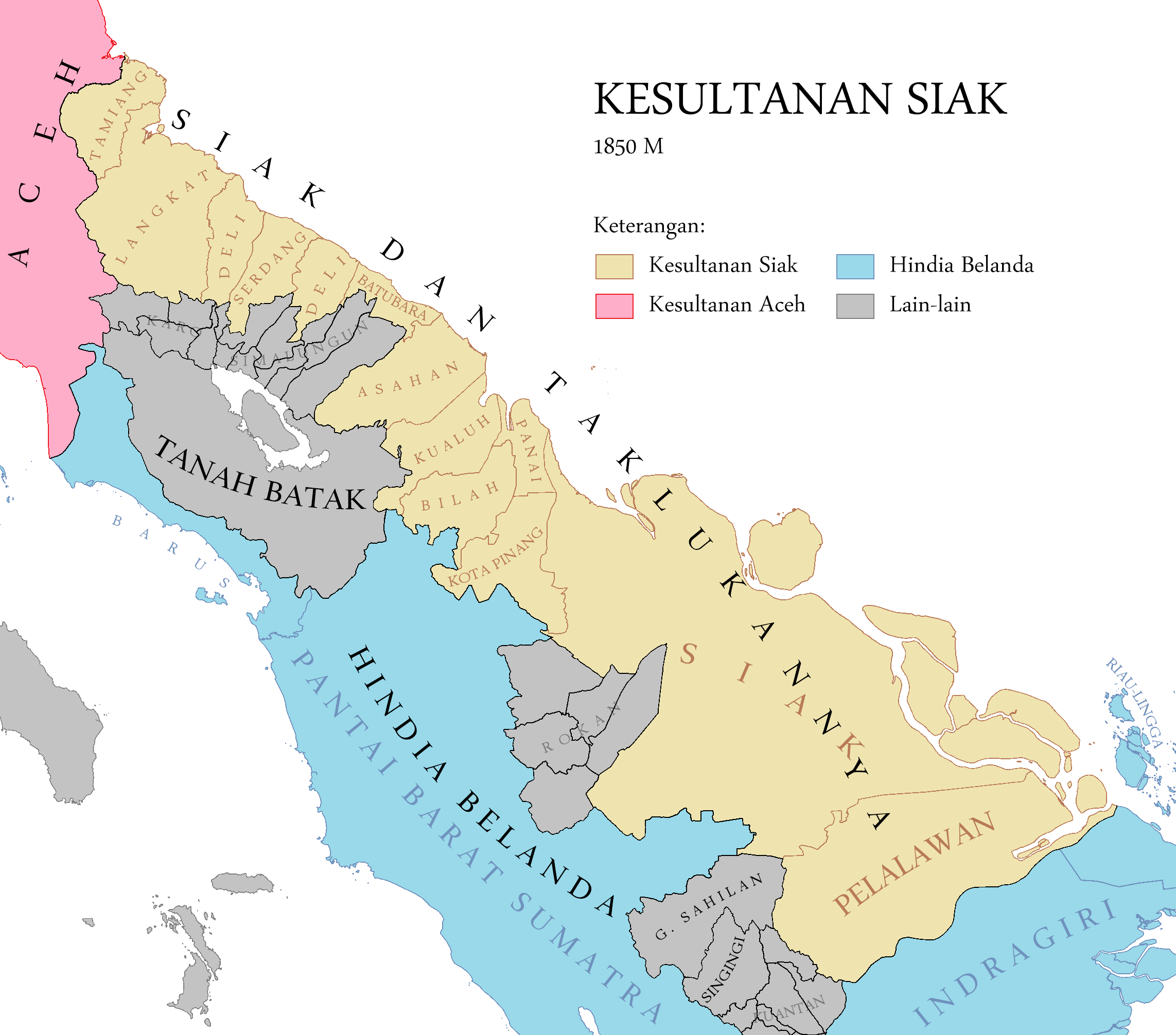
Das Siak-Sultanat und seine Eroberungen, 1850

## Etymologie
Der Name Siak Sri Inderapura bedeutet so viel wie Stadtzentrum eines frommen Königs, in Sanskrit bedeutet Sri „leuchtend“ und Indra kann König bedeuten. Während Pura „Stadt“ oder „Königreich“ bedeuten kann. Siak ist aus Sicht der malaiischen Gemeinschaft sehr eng mit dem Islam verknüpft, Siak-Leute sind Menschen, die im Islam bewandert sind.
Der Name Siak kann sich auch auf einen Clan in der Region zwischen Pakistan und Indien beziehen: Sihag oder Asiagh bedeutet Schwert. Diese Gesellschaft wurde mit dem Volk der Asii in Verbindung gebracht, dem Nomadenvolk, das von den Römern erwähnt und vom griechischen Geographen Strabo als Sakai identifiziert wurde. In diesem Zusammenhang gibt es entlang des Siak-Flusses immer noch isolierte Gemeinschaften, die als Sakai-Leute bekannt sind.

## Religion
Siak war ein Zentrum für die Verbreitung des Islams auf der malaiischen Halbinsel.
Obwohl Siak das islamische Recht in die Gesellschaft der Minangkabau eingeführt hat, haben die Minangkabau mit ihrer matrilinearen Identität auch die Traditionen der Siak-Gemeinschaft beeinflusst: Bei der Verteilung des Erbes richten sich die Siak nach dem im Islam geltenden Erbrecht – in bestimmten Fällen wird aber das Erbe in Form von Häusern nur Mädchen überlassen.

## Frühe Zeit
In den zwischen 1513 und 1515 geschriebenen Aufzeichnungen von Tomé Pires ist Siak ein Gebiet zwischen den Sultanaten Arcat und Indragiri; es ist das Hafengebiet des Minangkabau-Königs, der dann ein Vasall von Malakka wurde, bevor er von Portugal erobert wurde. Seit der Eroberung Malakkas durch die Niederländische Ostindien-Kompanie (VOC) beanspruchte das Sultanat Johor Siak. Dies dauerte bis zur Ankunft von Raja Kecil, der später das Sultanat Siak gründete.
In dem Siak-Kriegsgedicht wurde Raja Kecil („kleiner König“, vielleicht ein Titel des Kronprinzen), der Sohn von Pagaruyung, gebeten, nach Zustimmung der Menschen in Bengkalis Herrscher von Siak zu werden. Damit soll Siak vom Einfluss des Sultanats Johor befreit werden. Während Raja Kecil in Hikayat Siak ist, wird er auch als geflohener Erbe des Sultans von Johor bezeichnet, der den Kampf um die Macht verloren hat. Aus der damaligen Korrespondenz von Sultan Indermasyah Yang Dipertuan Pagaruyung mit dem niederländischen Generalgouverneur in Malakka geht hervor, dass Sultan Abdul Jalil sein Bruder war, der zum Handel mit der VOC geschickt wurde.
Holländische Aufzeichnungen berichten, dass 1674 eine Delegation aus Johor gekommen war, um den Minangkabau-König um Hilfe im Kampf gegen den Sultan von Jambi zu bitten. In einer Version erzählt Sulalatus Salatin, wie schwer der Jambi-Angriff 1673 auf Johor war, der zur Zerstörung des Regierungssitzes führte, das zuvor bereits von Portugal und Aceh zerstört worden war. In einem Brief von Sultan Ingalaga von Jambi im Jahr 1694 an die VOC wird erwähnt, dass Sultan Abdul Jalil anwesend war, um die Beilegung ihres Streits zu bezeugen.
Im Jahr 1718 gelang es Sultan Abdul Jalil, die Herrschaft im Sultanat Johor zu erlangen – mit dem Titel Yang Dipertuan Besar von Johor. 1722 gab es eine Rebellion, angeführt von Raja Sulaiman, dem Sohn des Schatzmeisters von Johor, der den Thron von Johor forderte. Mit Hilfe von Söldnern der Bugis gelang es Raja Sulaiman, sich als Herrscher von Johor auf der Halbinsel Malaysia zu etablieren. In der Zwischenzeit zog Sultan Abdul Jalil nach Bintan und baute 1723 einen neuen Regierungssitz entlang des Siak-Flusses mit dem Namen Siak Sri Inderapura. In der Zwischenzeit wurde die alte Hauptstadt von Johor, gelegen an der Mündung des Johor-Flusses, aufgegeben und der Anspruch von Raja Kecil als rechtmäßiger Thronfolger von Johor von den Orang Laut anerkannt. Die Orang Laut leben im Riau-Archipel von Ost-Sumatra bis zum Südchinesischen Meer. Diese Loyalität bezog sich auch auf die Nachkommen des Raja Kecil.

## Goldenes Zeitalter

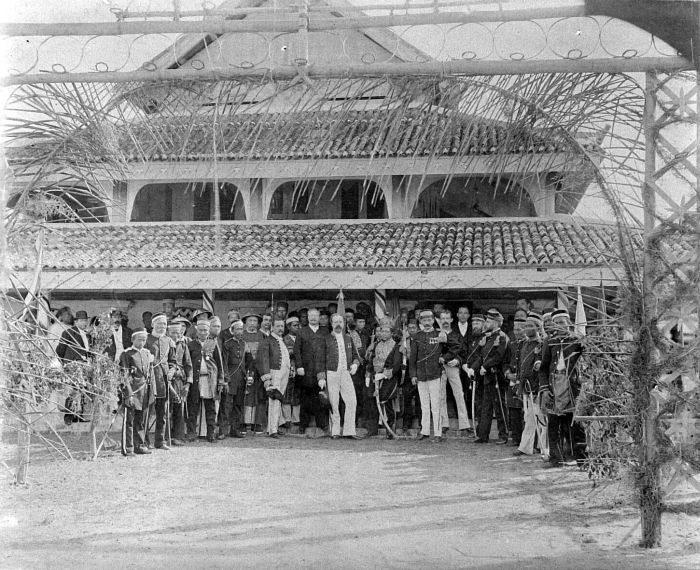
Die Krönungszeremonie des Sultans von Siak im Jahr 1899

Mit dem Anspruch, der Erbe von Malakka zu sein, erweiterte Sultan Abdul Jalil 1724–1726 das Territorium und baute in Bintan eine Verteidigungsflotte. 1728 wurde Raja Kecil jedoch auf Befehl von König Solomon von Yang Dipertuan Muda und seinen Bugis-Truppen aus dem Riau-Archipel vertrieben.
Raja Kecil baute sich entlang der Ostküste Sumatras eine neue Macht auf. 1740–1745 erhob er sich erneut und eroberte weitere Gebiete der malaiischen Halbinsel. Aufgrund von Drohungen Siaks und gleichzeitiger Bitten der Bugis um deren Dienste bat König Salomo die Holländer um Hilfe in Malakka. In der 1746 unterzeichneten Vereinbarung versprach Johor, den Holländern Bengkalis zu geben. Die VOC reagierte auf die Vereinbarung mit der Einrichtung eines Stützpunktes in der Gegend.
Nach dem Tod von Raja Kecil im Jahr 1746 verblassten die Ansprüche auf Johor. Sein Nachfolger Sultan Mahmud konzentrierte sich darauf, seine Position an der Ostküste Sumatras und den Vasallengebieten von Kedah und der Ostküste der malaiischen Halbinsel zu stärken. 1761 schloss der Sultan von Siak mit den Holländern ein Abkommen über Handel und Beistand. Nach dem Tod von Raja Mahmud entstand ein Machtvakuum: Raja Muhammad Ali, von den Niederländern bevorzugt, wurde später Sultan von Siak – während sein Cousin Raja Ismail, von den Holländern abgelehnt, als Seekönig die Gewässer östlich von Sumatra bis zum Südchinesischen Meer kontrollierte.
Um 1767 wurde Raja Ismail Nachfolger von Raja Kecil. Unterstützt von den Orang Laut beherrschte er die Gewässer östlich von Sumatra, kontrollierte den Zinnhandel auf der Insel Bangka und eroberte Mempawah in West-Kalimantan. Zuvor half Raja Ismail Terengganu auch bei der Eroberung von Kelantan. Diese Beziehung wurde später durch die Ehe zwischen Raja Ismail und der Schwester von Sultan Terengganu gestärkt. Der Einfluss von Raja Ismail in der malaiischen Region war sehr bedeutend, beginnend mit Terengganu über Jambi bis Palembang. Dem niederländischen Bericht zufolge hatte Palembang 3.000 Ringgit an Raja Ismail gezahlt, damit die Schifffahrtswege sicher sind. Hikayat Siak erzählte von der festlichen Begrüßung, die Raja Ismail erhielt, als er nach Palembang kam.
Bis zum 18. Jahrhundert wurde das Siak-Sultanat zur dominierenden Macht an der Ostküste Sumatras. 1780 eroberte es das Langkat-Gebiet, einschließlich Deli und Serdang. Im Rahmen seiner Kooperationsvereinbarung half das Siak-Sultanat 1784 der VOC, Selangor anzugreifen und zu unterwerfen. Zuvor hatten sie zusammengearbeitet, um den Aufstand von Raja Haji Fisabilillah auf Pulau Penyengat zu unterdrücken.

## Handel
Das Sultanat Siak Sri Inderapura kontrollierte den Handel durch die Straße von Malakka wie auch die Piraten in der Region. Der Fortschritt der Siak-Wirtschaft ist aus niederländischen Aufzeichnungen ersichtlich, die besagen, dass 1783 etwa 171 Handelsschiffe von Siak nach Malakka fuhren. Siak wurde Teil eines Dreieckhandels zwischen den Niederländern in Malakka und den Briten in Penang. Diese Vorherrschaft Siaks erzeugte bei den Nachkommen von Yang Dipertuan Muda Neid, besonders nach dem Verlust ihrer Macht in der Region des Riau-Archipels.
Der Siak-Fluss als Teil des Kerngebiets des Sultanats hatte großen Einfluss auf den wirtschaftlichen Fortschritt von Siak Sri Indrapura. Auf dem Siak-Fluss wurden die Handelsprodukte Kampfer, Bezoar, Zinn und Gold transportiert. Gleichzeitig sind die Siak zu den wichtigsten Holzexporteuren in der Straße von Malakka sowie zu einem Standort für das Schiffs- und Bauwesen geworden. Mit den reichlichen Holzreserven erlaubten die Holländer 1775 Siak-Schiffen den direkten Zugang zu den Reis- und Salzhandelsplätzen auf der Insel Java, ohne der VOC eine Entschädigung zahlen zu müssen – aber unter der Bedingung, dass die Niederländer direkten Zugang zu den Wäldern in Siak erhielten, die sie als endloses Regenwaldgebiet beschrieben.
Das Siak-Sultanat beherrschte die Ostküste Sumatras und die malaiische Halbinsel. Das Sultanat ersetzte den bisherigen Johor-Einfluss auf die Handelswege. Darüber hinaus hatte das Siak-Sultanat durch die drei Hauptflüsse – Siak, Kampar und Kuantan – die Schlüssel zum Zugang zum Minangkabau-Hochland. Die Blüte der Siak-Wirtschaft endete mit dem Aufkommen von Unruhen bei den Minangkabau, die als Padri-Krieg bekannt wurden.

## Niedergang

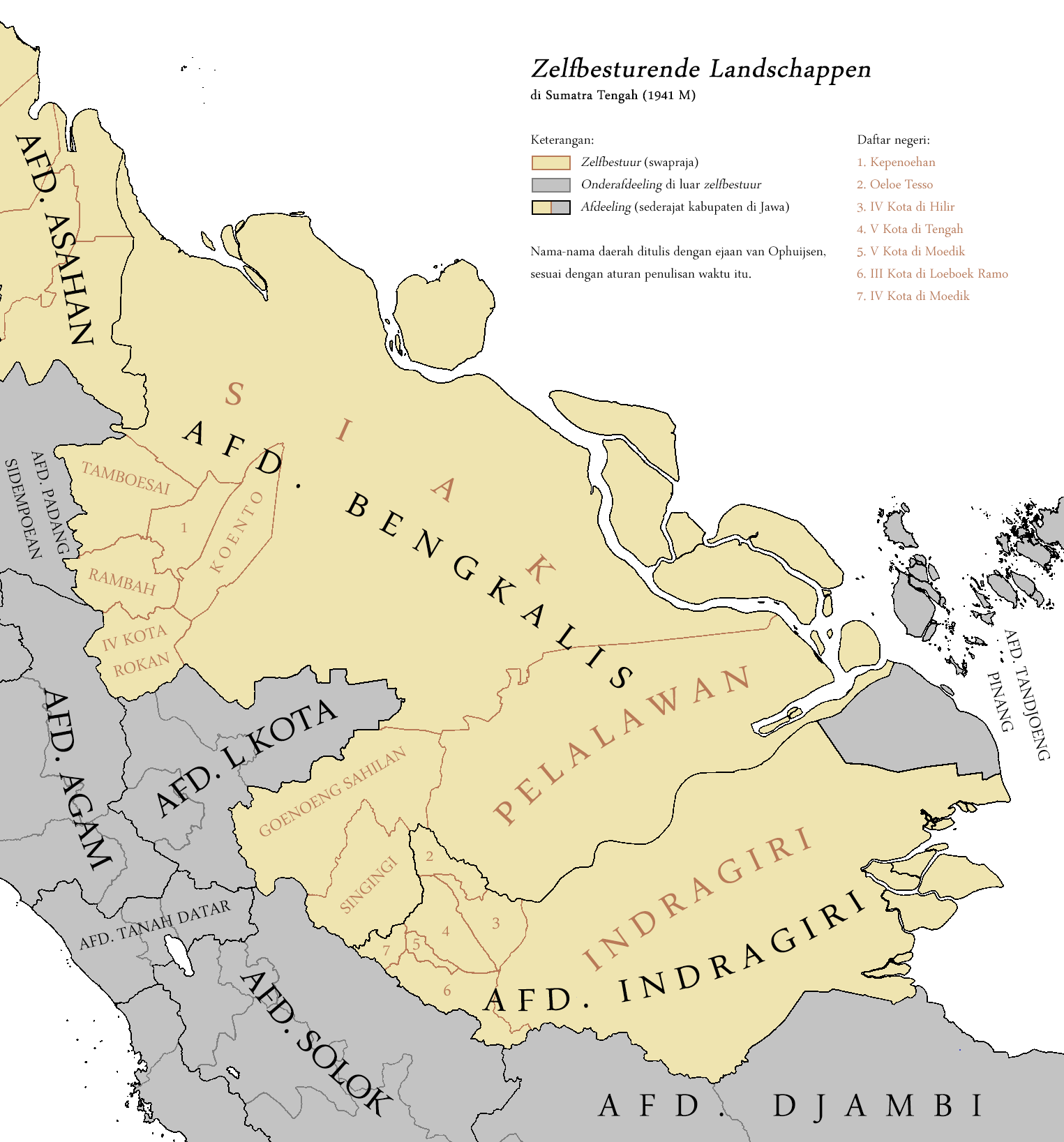
Region Zelfbestuur in Zentral-Sumatra, einschließlich Siak, 1941.

Das Sultanat Siak konnte die Ausweitung der holländischen Kolonialisierung im Osten Sumatras nicht aufhalten – unabhängige Gebiete wie Sultanat Deli, Asahan Sultanat, Langkat Sultanat und Inderagiri entstanden. Ebenso Johor, wo erneut ein Sultan mit Abstammung von Johors Tumenggung herrschte und in Singapur unter britischem Schutz stand. In der Zwischenzeit stellten die Holländer die Macht von Yang Dipertuan Muda auf der Insel Penyengat wieder her und gründeten ein Sultanat auf der Insel Lingga. Dann schränkten sie das Hoheitsgebiet von Siak ein, indem sie die Residentie Riouw gründeten, die Teil der in Tanjung Pinang ansässigen Regierung von Niederländisch-Ostindien war.
Die britische Kontrolle über die Meerenge von Melakka zwang den Sultan von Siak 1840 dazu, einen neuen Vertrags anzunehmen, der den zuvor 1819 geschlossenen Vertrag ersetzte. Diese Vereinbarung verkleinerte das Gebiet des Sultanats Siak und presste es zwischen andere kleine Königreiche, die von Großbritannien geschützt wurden. Die Holländer machten nun das Siak-Gebiet zu einem Teil Niederländisch-Ostindiens, indem sie den Sultan von Siak zwangen, am 1. Februar 1858 eine Vereinbarung zu unterzeichnen. Durch das Abkommen verlor Siak Sri Indrapura seine Souveränität, denn bei jeder Ernennung des Königs musste nun die Genehmigung der Niederlande eingeholt werden. Darüber hinaus errichteten die Holländer einen Militärposten in Bengkalis und untersagten dem Sultan von Siak, ohne Zustimmung der niederländisch-ostindischen Regierung Vereinbarungen mit ausländischen Parteien zu treffen.
Änderungen der politischen Einflusssphären in der Straße von Malakka, dann der interne Streit der Siak und der Wettbewerb mit den Briten und Holländern schwächten den Einfluss des Siak-Sultanats. Das Tauziehen der Interessen ausländischer Mächte zeigte sich im Sumatra-Abkommen zwischen den Briten und den Holländern, das Siak in eine  schwache Verhandlungsposition brachte. In der Vereinbarung vom 26. Juli 1873 zwang die niederländisch-ostindische Regierung den Sultan von Siak, das Gebiet von Bengkalis an die Einwohner von Riau zu übergeben. Doch bestand das Siak-Sultanat noch bis zur Unabhängigkeit Indonesiens, auch wenn es zuletzt und auch während der japanischen Besatzung bedeutungslos war.

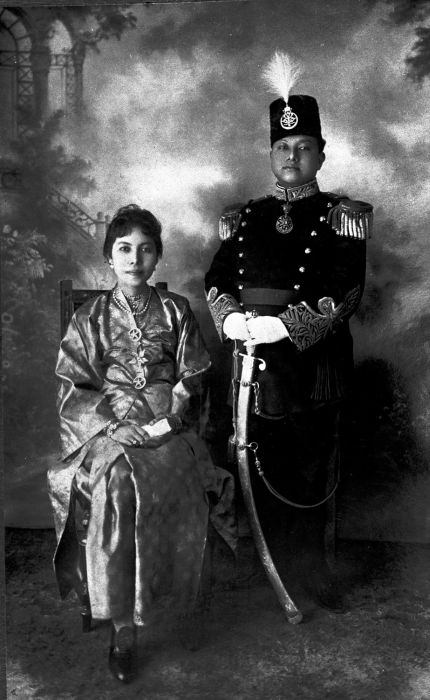
Porträt des Sultans von Siak, Sultan Syarif Kasim II und seiner Frau (1910–1939)

Sultan Syarif Kasim II war der letzte Siak-Sultan und hatte keinen Sohn. Zur Unabhängigkeit Indonesiens erklärte Sultan Syarif Kasim II für sein Königreich den Beitritt zur Republik Indonesien.

## Regierungsstruktur
Als Teil der Minangkabau-Region folgte das Regierungssystem des Siak-Sultanats dem Modell des Pagaruyung-Königreichs. Neben dem Sultan gab es einen Ministerrat, ähnlich dem von Basa Ampek Balai in Pagaruyung; er hatte die Befugnis, den Sultan von Siak zu wählen und zu ernennen, ähnlich dem Gesetz von Yang Ampat in Negeri Sembilan. Der Ministerrat legte zusammen mit dem Sultan Gesetze und Vorschriften für das Volk fest.
Im Laufe der Zeit verbesserte Siak Sri Indrapura seine Verwaltung und wurde dabei von den holländischen und britischen Kolonialgebieten beeinflusst. 1897 wurde das Manuskript Memories of Position veröffentlicht, das auf 33 Seiten im Jawi-Alphabet oder in arabisch-malaiischer Schrift geschrieben ist. Das offizielle Dokument von Siak Sri Indrapura wurde in Singapur gedruckt und legt die Einzelheiten zu den Verantwortlichkeiten verschiedener Positionen fest: Regierung, Palastbeamte, königliche Vertreter in Kolonien, Gerichte und Polizei. Am Ende jeder Stellenbeschreibung der Bürokraten steht die Warnung und der Befehl, den Sultan und die Nagari nicht zu verraten.
Weiterhin wurde ein Gesetzbuch veröffentlicht, bekannt als Bab al-Qawa'id. Es wurde 1901 in Siak gedruckt und skizziert die Gesetze, die der malaiischen Gemeinschaft und anderen Gemeinschaften auferlegt werden, die an Fällen der malaiischen Gemeinschaft beteiligt sind. Es bindet jedoch nicht die Malaien, die mit der niederländisch-ostindischen Regierung zusammenarbeiten, wenn ein Problem bilateral zwischen dem Sultan von Siak und der niederländisch-ostindischen Regierung auftritt.
Das Gericht im Siak-Sultanat war die High Density Hall, die vom Sultan von Siak und dem Ministerrat geleitet und von Kadi Siak und Siak Controleur als Mitgliedern unterstützt wurde. Weitere Ämter in der Siak-Regierung waren: Pangiran Wira Negara, Biduanda Pahlawan, Biduanda Perkasa und Opas Polisi. Für Geld waren Kerukuan Setia Raja und Sriwa Raja zuständig.
Das Siak-Sultanat war unterteilt in zwei Teile, flussaufwärts und flussabwärts, die ihrerseits in Bezirke unterteilt waren, die von einem Datuk, Tuanku oder Yang Dipertuan geführt wurden. Dem Sultan verantwortlich war der Yang Dipertuan Besar. Der Einfluss des Islam und der arabischen Abstammung charakterisierte das Siak-Sultanat. Einer von ihnen ist ein Nachkomme von Al-Jufri, der den Titel des Schatzmeisters von Patapahan trug.
In bestimmten Gebieten wurde ein Stammeshäuptling mit dem Titel Penghulu ernannt, der von Sangko Penghulu, Malim Penghulu und Lelo Penghulu unterstützt wurde.

## Historisches Erbe
Siak Sri Inderapura ist der Name der Hauptstadt des Regierungsbezirks Siak. Die 1886 erbaute High Density Hall, und der 1889 erbaute Siak Sri Inderapura Palace stehen heute für eine ruhmvolle Vergangenheit – wie auch der malaiische Zapin-Tanz und der Olang-Olang-Tanz, die damals bei jeder Feier im Sultanat aufgeführt wurden. Siak ist der Name des Siak-Flusses, der durch östliche Region der Insel Sumatra fließt.